# Advocación de la Virgen de la Cinta

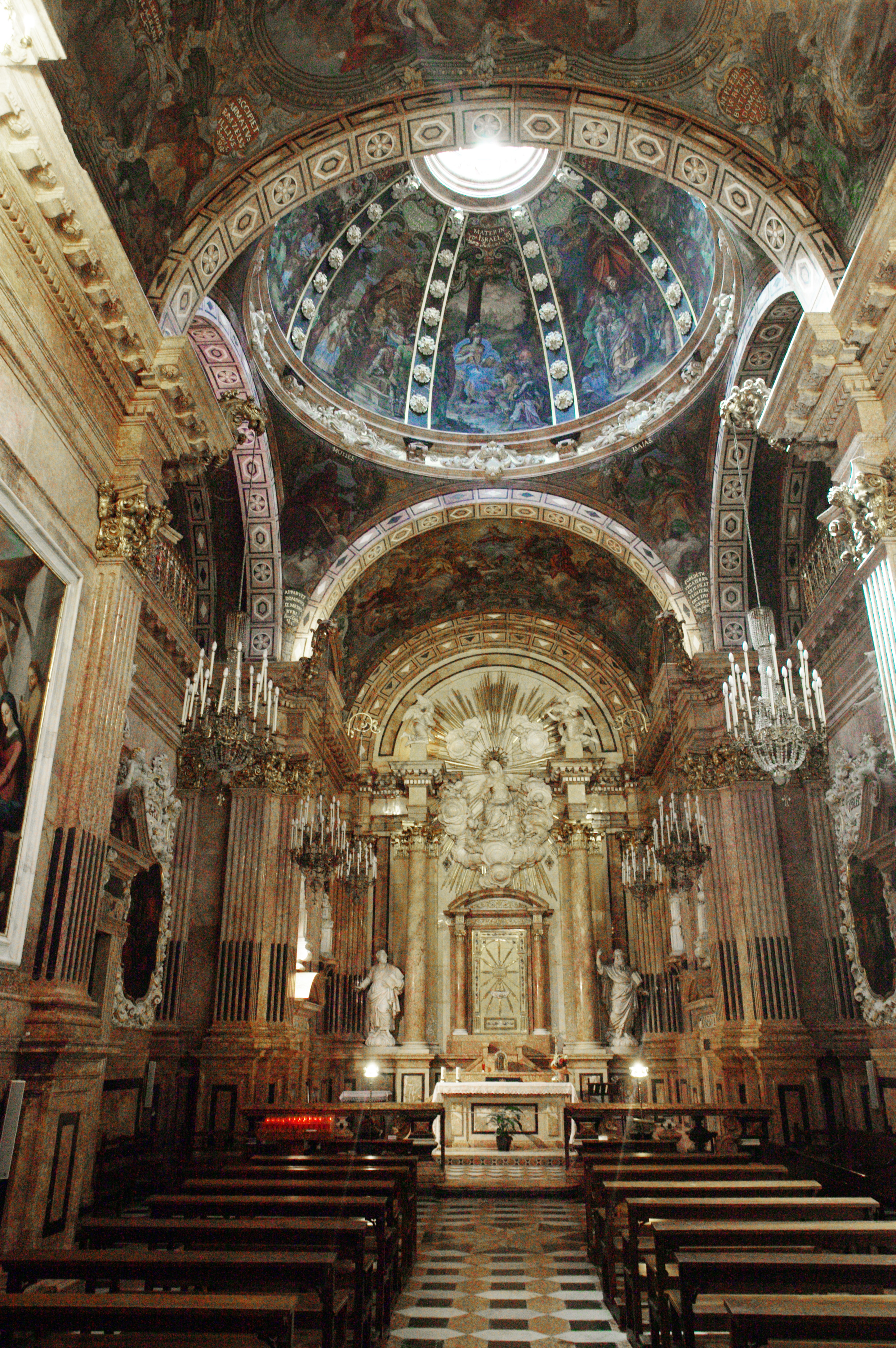
Catedral de Tortosa – Vista parcial de la capilla de la Virgen de la Cinta.

La Virgen de la Cinta (Mare de Déu o Verge de la Cinta, en catalán) es una de las diversas advocaciones de la Virgen María.
Esta advocación da nombre a todas aquellas personas que se llaman Cinta o María de la Cinta. Da nombre al hospital de Tortosa, lo dio a un puente de titularidad privada, hoy desaparecido, o a un jaspe decorativo conocido en el extranjero como brocatello di Spagna, entre otros.
La Iglesia católica conmemora la festividad de la advocación el 8 de septiembre.

## Culto y devoción

### Cataluña, Huelva, Tenerife y Madrid
Tras años celebrando fiestas mayores en honor a la Virgen el Ayuntamiento de Tortosa la declaró patrona de la ciudad el 19 de enero de 1863. En 2013 se cumplieron pues 150 años.
Es patrona a su vez de la ciudad de Huelva, donde se la conoce también como La Virgen Chiquita. Allí tiene la Ermita Santuario de Nuestra Señora de La Cinta en el barrio de La Orden. La devoción popular en Huelva arranca a inicios del siglo XV. 
Durante el siglo XVI hay numerosos testimonios de la Hermandad de Nuestra Señora de la Cinta. En la madrileña Iglesia de la Santa Cruz tiene su sede canónica una hermandad filial de la onubense. 
En la actualidad la Virgen procesiona en los meses de agosto y septiembre entre el santuario, San Pedro, La Concepción y la Catedral de La Merced de Huelva.
Al margen de la Patrona, en Huelva se conserva otra imagen con esta advocación que preside la Catedral de la Merced.
Siguiendo con la devoción en Andalucía, en la Catedral de Sevilla hay también un Altar de Nuestra Señora de la Cinta, con una preciosa escultura de la Virgen de la Cinta realizada en barro cocido, atribuida, según el cartel que allí informa al respecto, a Lorenzo Mercadante de Bretaña, quien la habría realizado sobre el año 1470.
En Tortosa la Virgen de la Cinta tiene la sobresaliente Capilla de su nombre iniciada en 1672, en la Catedral de Tortosa, y objetos de orfebrería barroca de gran belleza como la imagen de plata de Francesc Via, entre otros.
La tradición explica que en una fecha indeterminada, normalmente identificada con la noche del 24 al 25 de marzo de 1178, la Virgen hizo aparición entregando una cinta a un sacerdote —de nombre desconocido— y que desde entonces es venerada.

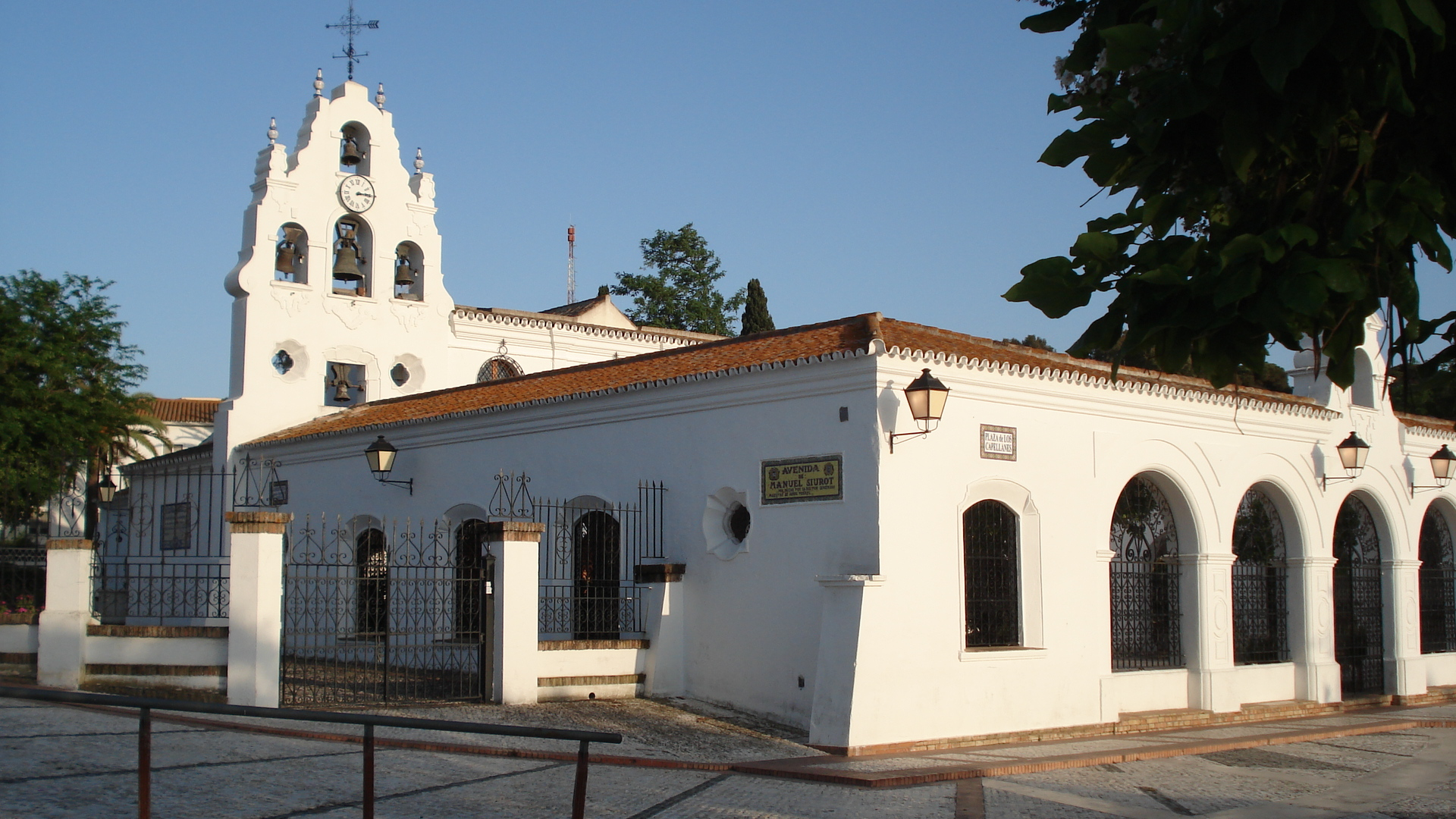
Santuario de Nuestra Señora de la Cinta Coronada en Huelva.

En enero de 1617 se creó en Tortosa la Cofradía de Santa María de la Cinta (hoy Real Archicofradía de la Cinta) para fomentar su devoción. Trescientos años más tarde, en 1918 y 1919, mediante concurso se creó un himno a la Virgen. Dicho himno es entonado durante la entrada del relicario menor en la Catedral de Tortosa tras la procesión por la ciudad, durante sus fiestas mayores, a principios de septiembre, siendo este uno de los momentos más esperados y emotivos de los actos religiosos.
Por su parte la colonia tortosina de Madrid hizo posible en 1954 la imagen de la Virgen de la Cinta que se estableció en la Iglesia de Nuestra Señora de Montserrat de los PP benedictinos, en la calle de San Bernardo de Madrid. La imagen es obra de Inocencio Soriano Montagut y el verano del año 2012 fue cedida a la Abadía-Colegio Santísima Trinidad de el Tiemblo (Ávila) y restaurada el mismo año. 
Con motivo de los 400 años de la Real Archicofradía el 16 de febrero de 2017 se presentó en sociedad un nuevo relicario construido por el taller de orfebrería Piró de Valencia, costeado por un particular, y aún antes se bendijo la nueva caja de transporte de la reliquia realizada por los artesanos Joaquín Marro y Joaquín Ginovart, todo a la vez que el escultor cordobés Marco Augusto Dueñas preparaba una escultura monumental en mármol de Carrara de la Virgen de la Cinta para la hornacina central de la fachada principal de la catedral de Santa María de Tortosa que fue instalada finalmente en agosto de 2021.
En Barcelona la iglesia de Santa María del Pino cuenta con una capilla con la imagen de la Virgen del escultor Manel Martí Cabré (1942) que sustituye a la imagen del escultor A. Parera de 1924.
La villa de Llimiana, en la comarca del Pallars Jussá tiene como patrona a la Virgen de la Cinta. La fiesta se celebra el 15 de agosto, fiesta de la Asunción de la Virgen. Se celebra Fiesta Mayor durante esas fechas y en la misa se cantan los gozos en Gloria de la Virgen. También en Vich hay una imagen de la Virgen promovida por la colonia de tortosinos allí trasladados.
En la ciudad de San Cristóbal de La Laguna, en la isla de Tenerife (Islas Canarias), está atestiguada la existencia de una cofradía dedicada a la Virgen de la Cinta desde fechas anteriores a 1520. El culto a esta Virgen fue llevado a la isla por onubenses que se establecieron en Canarias en el siglo XVI. Originalmente se veneró en la ciudad tinerfeña una imagen realizada en el siglo XVIII por el escultor genovés Antón María Maragliano. Esta imagen fue destruida en 1964 en el incendio de la Iglesia de San Agustín en donde se encontraba. En 1965 fue realizada la imagen actual por el escultor ayamontino don Antonio León Ortega para sustituir a la imagen original desaparecida. Esta talla se venera en la actualidad en la Catedral de San Cristóbal de La Laguna y es titular de la Cofradía del Santísimo Cristo de Burgos y de Nuestra Señora de la Cinta, la cual, en 2021 fue aceptada filial de la Hermandad de Nuestra Señora de la Cinta de Huelva, por los lazos históricos que la unen con la devoción primigenia onubense.

### La reliquia de Tortosa
Existían dos fragmentos de la Santa Cinta. Actualmente la Catedral de Santa María de Tortosa conserva el pequeño que mide "dos palmos de Tortosa" (cabe anotar sin embargo que en una acto solemne en la Sacristía Mayor el 15 de febrero de 2017 se extrajo un diminuto fragmento que se depositó en el nuevo relicario llamado de la Lazada). El relicario mayor (1619), con la reliquia que contenía, está desaparecido desde la guerra civil española. Con otras piezas de alto valor artístico podría haber sido embarcado en Francia a bordo del yate Vita a finales de febrero de 1939 destino a México. El relicario pequeño fue localizado, según parece en Darnius, y regresó a Tortosa el 9 de julio de 1939.
Era costumbre llevar la Santa Cinta a las reinas españolas desde que Felipe IV la pidió en 1629 ante el nacimiento del infante Baltasar Carlos (octubre de 1629). Hay noticias de haberse solicitado la reliquia en tiempos de Felipe V, en 1709 y durante el reinado de Isabel II, en abril de 1850, en octubre de 1851 y de 1853, en 1861 o en 1862. Más modernamente también fue el caso en el nacimiento de Alfonso XIII (mayo de 1886), y antes, el de su hermana María Teresa de Borbón (noviembre de 1882). En el siglo XX también se trasladó el relicario mayor ante los nacimientos de Alfonso de Borbón y Battenberg (mayo de 1907), de Jaime (junio de 1908), de Beatriz (junio de 1909), de María Cristina (diciembre de 1911), en el nacimiento de Don Juan de Borbón (junio de 1913), padre de Juan Carlos I, y por última vez en el de Gonzalo de Borbón y Battenberg (octubre de 1914).
En uno de esos viajes, de camino a la Corte, en el pueblo de Villar de Cañas (Cuenca), el 14 de enero de 1635 se produjo un milagro. Al pasar la reliquia enfrente de la ermita de Nuestra Señora de la Cabeza la campana se puso a tocar dos veces durante largo rato.
A la Cinta se le atribuye también la sorprendente curación del obispo Silvestre García Escalona (Almonacid de Toledo, 1647-Salamanca, 1729), en 1702.